# Lakkenahalli, Chiknayakanhalli
Lakkenahalli là một làng thuộc tehsil Chiknayakanhalli, huyện Tumkur, bang Karnataka, Ấn Độ.